# عمارت ابراهیمی ۲
عمارت ابراهیمی ۲ مربوط به دوره قاجار است و در دامغان، خیابان محله امام سمت چپ، پلاک ۲ واقع شده و این اثر در تاریخ ۶ اسفند ۱۳۸۵ با شمارهٔ ثبت ۱۷۵۸۲ به‌عنوان یکی از آثار ملی ایران به ثبت رسیده است.